# Musikåret 1886

## Händelser
- 21 mars – Anton Bruckners genombrottsverk Symfoni nr 7 har premiär.
- 11 september – Musikens vänner (MV) bildas på Katedralskolan i Skara.
- okänt datum – Åtta länder antar Bernkonventionen för skydd av litterära och konstnärliga verk, en historisk internationell överenskommelse om upphovsrättsskydd.
- okänt datum – Auguste Mustel uppfinner celestan.

## Födda
- 29 mars – Gustaf Bengtsson (död 1965), svensk tonsättare.
- 26 april – Ma Rainey (död 1939), amerikansk sångare, kompositör och textförfattare.
- 28 maj – Olle Strandberg (död 1971), svensk operasångare och manusförfattare.
- 30 juli – Algot Haquinius (död 1961),  svensk kompositör och pianist.
- 2 augusti – Ernst Brunman (död 1966), svensk operettsångare och skådespelare.
- 2 augusti – Jonas Olsson, svensk riksspelman.
- 27 augusti – Eric Coates (död 1957), engelsk tonsättare.
- 8 september – Astrid Berwald (död 1982), svensk pianist och pianopedagog.
- okänt datum – Maria Sohlberg (död 1973), svensk fiolspelman.

## Avlidna
- 16 januari – Amilcare Ponchielli, 51, italiensk tonsättare.
- 31 juli – Franz Liszt, 74, ungersk tonsättare och pianist.

## Klassisk musik
- Anton Arensky – Margarite Gautier, Fantasia för orkester, op. 9[1]
- Hans Pfitzner – Stråkkvartett i d-moll[2]
- Charles Villiers Stanford – Pianokvintett op. 25 i d-moll-[3]

### Fotnoter
1. ↑  Barnett, Rob (1 januari 2008). ”Arensky: Symphonies and Suites”. Musicweb International. http://www.musicweb-international.com/classRev/2008/Jan08/arensky_svet.htm. Läst 5 september 2008.
2. ↑  Chronology of Western Classical Music, s. 538.
3. ↑  ”Stanford Piano Quintet: Description”. Edition Silvertrust. 13 april 2008. http://www.editionsilvertrust.com/stanford-piano-quintet.htm. Läst 5 september 2008.